# Josse de Grieck
Judocus (Josse) de Grieck (Brussel, 20 maart 1648 – aldaar, na 1704) was een drukker, boekverkoper en auteur uit de Spaanse Nederlanden.

## Leven
Hij was het jongste van twaalf kinderen van Lambert de Grieck en Anna van No, die vermoedelijk afkomstig waren uit Brugge. Net als zijn oudere broers Claude en Joan de Grieck begaf Josse zich in de literaire wereld van Brussel. In 1675 werd hij beschreven als een kleine winkelier die ook boeken verkocht. In 1689 is hij vermeld als drukker bij de Steenpoort.
De letterkundige productie van Josse de Grieck valt niet eenvoudig te onderscheiden van deze van zijn twintig jaar oudere broer Joan. Ze publiceerden een reeks niet te categoriseren bundels die humor en zedenlessen vermengden.
In zijn autobiografie Den pelgrim van dese wereldt (1690), waarvan De Griecks auteurschap op vastere grond berust, vertelde hij over zijn reis naar de Noordelijke Nederlanden en uitte hij zijn verwondering hoe verschillend de Tachtigjarige Oorlog daar werd begrepen. Voor de Habsburggetrouwe en katholieke De Grieck waren het de ketters die ons aen-ghenaem en vruchtbaer Nederlandt naar de knoppen hadden geholpen.

## Publicaties
Bij deze publicaties was Josse de Grieck mogelijk als auteur betrokken:
- De Droeve, ende Blyde Wereldt, 1671 (compilatie van een honderdtal kluchten)
- Den wysen gheck, uyt-deylende, soo oude, als nieuwe geestigheden, 1672
- Den Spieghel der Historiën, 1673
- De sotte wereldt ofte Den waeren af-druck der wereldtsche sottigheden, 1682
- Den pelgrim van dese wereldt. Verhaelende, tot een ieders onderrichtinghe ende eerlyck vermaeck, het ghedenckweerdighste dat hy in syn Levens-pilgrimagie ghesien, ghehoort, ende ghelesen heeft, 1690

## Voetnoten
1. ↑  Johan Verberckmoes, Laughter, Jestbooks and Society in the Spanish Netherlands, 1999, p. 147. Gearchiveerd op 29 augustus 2023.